# 19.º Prêmio Angelo Agostini
O 19.º Prêmio Angelo Agostini (também chamado Troféu Angelo Agostini) foi um evento organizado pela Associação dos Quadrinhistas e Caricaturistas do Estado de São Paulo (ACQ-ESP) com o propósito de premiar os melhores lançamentos brasileiros de quadrinhos de 2002 em diferentes categorias.

## História
Esta edição do prêmio contou mais uma vez com o apoio da Comix Book Shop. Porém, ao invés de ocorrer na gibiteria como nos últimos anos, as atividades relacionadas ao Angelo Agostini foram integradas à quinta edição do Fest Comix, evento realizado regularmente pela Comix reunindo as principais editoras brasileiras de histórias em quadrinhos, além da venda de revistas importadas e produtos relacionados.
Esta edição do Fest Comix ocorreu no Edifício Gazeta (também conhecido como "Gazetão"), na Avenida Paulista, no dia 9 de fevereiro de 2003. Por conta do maior espaço e público, a comissão organizadora do Prêmio Angelo Agostini resolveu adicionar quatro categorias especiais: Melhor arte-finalista, melhor arte técnica (colorista e letrista), melhor cartunista e melhor editor. Cada categoria especial premiou cinco profissionais, embora nas cédulas de votação (que poderiam ser enviadas pelo correio até 4 de janeiro de 2003) elas seguissem o mesmo critério das demais com espaço para os eleitores escolherem apenas dois nomes, classificados como primeiro e segundo.
Seguindo o mesmo padrão das categorias especiais, foram premiados cinco artistas como Mestre do Quadrinho Nacional. Além disso, a comissão organizadora concedeu uma medalha de incentivo a personalidades e instituições ligadas aos quadrinhos: amigos da HQ nacional, editoras clássicas, editoras atuais, entidades, escolas e lojistas. A entrega dos troféus e medalhas teve seu recorde de público nesta edição: cerca de 400 pessoas compareceram ao auditório onde a cerimônia do Angelo Agostini ocorreu.

## Prêmios
| Categoria                    | Vencedores                                                                                |
| ---------------------------- | ----------------------------------------------------------------------------------------- |
| Mestre do Quadrinho Nacional | Antônio Eusébio                                                                           |
| Mestre do Quadrinho Nacional | Laerte Coutinho                                                                           |
| Mestre do Quadrinho Nacional | Moacir Rodrigues Soares                                                                   |
| Mestre do Quadrinho Nacional | Otacilio D'Assunção                                                                       |
| Mestre do Quadrinho Nacional | Tony Fernandes                                                                            |
| Desenhista                   | Julio Shimamoto                                                                           |
| Roteirista                   | Wellington Srbek                                                                          |
| Lançamento                   | Madame Satã (Coleção Opera Brasil) Luiz Antonio Aguiar e Julio Shimamoto (Opera Graphica) |
| Troféu Jayme Cortez          | Editora Opera Graphica                                                                    |
| Fanzine                      | Quadrinhos Independentes Edgard Guimarães                                                 |
| Arte-finalista               | Emir Ribeiro                                                                              |
| Arte-finalista               | Érica Awano                                                                               |
| Arte-finalista               | Marcelo Borba                                                                             |
| Arte-finalista               | Omar Viñole                                                                               |
| Arte-finalista               | Sílvio Spotti                                                                             |
| Arte técnica                 | Alexandre Jubran                                                                          |
| Arte técnica                 | Alexandre Silva                                                                           |
| Arte técnica                 | André Hernandez                                                                           |
| Arte técnica                 | André Vazzios                                                                             |
| Arte técnica                 | Lilian Mitsunaga                                                                          |
| Cartunista                   | Bira Dantas                                                                               |
| Cartunista                   | Cláudio                                                                                   |
| Cartunista                   | Lupin                                                                                     |
| Cartunista                   | Marcio Baraldi                                                                            |
| Cartunista                   | Spacca                                                                                    |
| Editor                       | André Diniz                                                                               |
| Editor                       | Carlos Mann                                                                               |
| Editor                       | Edgard Guimarães                                                                          |
| Editor                       | Franco de Rosa                                                                            |
| Editor                       | Roberto Guedes                                                                            |

### Medalha de incentivo
| Categoria             | Homenageados                 |
| --------------------- | ---------------------------- |
| Amigos da HQ nacional | Cida Cândido                 |
| Amigos da HQ nacional | Giovanni Voltolini           |
| Amigos da HQ nacional | Gonçalo Junior               |
| Amigos da HQ nacional | Gualberto Costa              |
| Amigos da HQ nacional | Sidney Gusman                |
| Editoras clássicas    | D-Arte                       |
| Editoras clássicas    | EBAL                         |
| Editoras clássicas    | GEP                          |
| Editoras clássicas    | Grafipar                     |
| Editoras clássicas    | Vecchi                       |
| Editoras atuais       | Devir                        |
| Editoras atuais       | Escala                       |
| Editoras atuais       | O Pasquim                    |
| Editoras atuais       | Via Lettera                  |
| Editoras atuais       | Virgo                        |
| Entidades             | Gibiteca de Curitiba         |
| Entidades             | Gibiteca Henfil              |
| Entidades             | Núcleo de Quadrinhos da FAU  |
| Entidades             | Salão de Humor de Piracicaba |
| Escolas               | ABRA                         |
| Escolas               | ESA                          |
| Escolas               | Graphis                      |
| Escolas               | Impacto Quadrinhos           |
| Escolas               | Quanta Academia de Artes     |
| Lojistas              | Banca Flávio                 |
| Lojistas              | Comix Book Shop              |
| Lojistas              | Itiban Comic Shop            |
| Lojistas              | Point HQ                     |
| Lojistas              | Revistas & Cia               |